# Lucky One (bài hát của EXO)
"Lucky One" là một đĩa đơn được thu âm bởi nhóm nhạc nam Hàn Quốc EXO cho album phòng thu thứ ba của họ Ex'Act. Nó được phát hành bằng cả tiếng Hàn và tiếng Trung bởi SM Entertainment vào ngày 9 tháng 6 năm 2016 là đĩa đơn đầu tiên của album.

## Bối cảnh và phát hành
Được phát hành bởi LDN Noise, "Lucky One" được mô tả như một bài hát "lạc quan, vui nhộn" được lấy cảm hứng từ disco, pop và R&B kể về câu chuyện của một người đàn ông đang cố gắng tìm kiếm tình yêu đích thực, định mệnh của mình.

## Video âm nhạc
Video âm nhạc tiếng Hàn và tiếng Trung của "Lucky One" được phát hành vào ngày 9 tháng 6 năm 2016. Video âm nhạc kể về câu chuyện các thành viên EXO đột nhiên mất siêu năng lực và bị hành tinh khác bắt giữ. Trong khi các y tá cố gắng thử nghiệm chúng, sức mạnh của họ đã thức tỉnh và họ cố gắng trốn thoát.

## Quảng bá
EXO bắt đầu biểu diễn "Lucky One" trên các chương trình truyền hình âm nhạc Hàn Quốc vào ngày 9 tháng 6 năm 2016.

## Hiệu suất thương mại
"Lucky One" đạt vị trí thứ ba trên bảng xếp hạng Billboard World Digital Songs, và vị trí số năm trên bảng xếp hạng Gaon

## Bảng xếp hạng
| Bảng xếp hạng(2016)                | Thứ hạng cao nhất |
| ---------------------------------- | ----------------- |
| South Korean singles (Gaon)        | 5                 |
| Chinese singles (Billboard)        | 3                 |
| US World Digital Songs (Billboard) | 3                 |

| Bảng xếp hạng(2016)         | Thứ hạng cao nhất |
| --------------------------- | ----------------- |
| South Korean singles (Gaon) | 17                |

## Doanh số
| Lãnh thổ        | Doanh số |
| --------------- | -------- |
| Hàn Quốc (Gaon) | 433.399  |
| Hoa Kỳ (RIAA)   | 3.000+   |